# La Nava de Santiago
La Nava de Santiago är en ort i Spanien. Den ligger i provinsen Provincia de Badajoz och regionen Extremadura, i den västra delen av landet, 280 km sydväst om huvudstaden Madrid. La Nava de Santiago ligger 266 meter över havet och antalet invånare är 1 145.
Terrängen runt La Nava de Santiago är platt, och sluttar söderut.Runt La Nava de Santiago är det ganska tätbefolkat, med 56 invånare per kvadratkilometer. Närmaste större samhälle är Montijo, 19,7 km sydväst om La Nava de Santiago. Trakten runt La Nava de Santiago består i huvudsak av gräsmarker.